# المركز الصناعي فيروزكوه
المركز الصناعي فيروزكوه (بالإنجليزية: Firuzkuh Industrial Centre)‏ هي مستوطنة تقع في Shahrabad Rural District في إيران. يقدر عدد سكانها بـ 75 نسمة .